# Montenegrinischer Fußballpokal 2023/24
Der Montenegrinischer Fußballpokal 2023/24 (Kup Crne Gore) war die 18. Austragung des Pokalwettbewerbs im Fußball in Montenegro seit der Unabhängigkeit im Juni 2006.

## Modus
Außer im Halbfinale wurde der Sieger in einem Spiel ermittelt. Stand es nach der regulären Spielzeit von 90 Minuten unentschieden, kam es ohne Verlängerung direkt zum Elfmeterschießen.
Das Halbfinale wird in Hin- und Rückspiel ausgetragen. Bei Torgleichheit in beiden Spielen folgt ohne Verlängerung ein Elfmeterschießen.
Das Finale wurde im Falle eines Remis zunächst verlängert und gegebenenfalls durch Elfmeterschießen entschieden.

## Teilnehmende Teams
| Prva Liga (10) | Druga Liga (6)                                                                                                |
| --- | --- |
| - FK Arsenal Tivat - FK Budućnost Podgorica - FK Dečić Tuzi - FK Jedinstvo Bijelo Polje - FK Jezero Plav - FK Mornar Bar - OFK Petrovac - FK Rudar Pljevlja - FK Sutjeska Nikšić - OFK Mladost Donja Gorica | - FK Berane - FK Bokelj Kotor - FK Grbalj Radanovići - FK Iskra Danilovgrad - FK Podgorica - FK KOM Podgorica |

## Achtelfinale
| Datum      |                           | Ergebnis |                      |
| ---------- | ------------------------- | -------- | -------------------- |
| 30.08.2023 | FK Jezero Plav            | 1:0      | FK Arsenal Tivat     |
| 30.08.2023 | FK Jedinstvo Bijelo Polje | 0:1      | FK Mornar Bar        |
| 30.08.2023 | FK Dečić Tuzi             | 1:0      | FK Sutjeska Nikšić   |
| 30.08.2023 | FK Iskra Danilovgrad      | 1:2      | FK Rudar Pljevlja    |
| 30.08.2023 | OFK Mladost Donja Gorica  | 1:2      | FK Bokelj Kotor      |
| 30.08.2023 | OFK Petrovac              | 3:0      | FK Grbalj Radanovići |
| 30.08.2023 | FK KOM Podgorica          | 4:0      | FK Berane            |
| 30.08.2023 | FK Budućnost Podgorica    | 4:0      | FK Podgorica         |

## Viertelfinale
| Datum      |                 | Ergebnis        |                        |
| ---------- | --------------- | --------------- | ---------------------- |
| 01.11.2023 | FK Jezero Plav  | 6:1             | FK KOM Podgorica       |
| 01.11.2023 | FK Dečić Tuzi   | 2:1             | OFK Petrovac           |
| 01.11.2023 | FK Bokelj Kotor | 1:1 (4:5 i. E.) | FK Rudar Pljevlja      |
| 01.11.2023 | FK Mornar Bar   | 2:2 (2:4 i. E.) | FK Budućnost Podgorica |

## Halbfinale
| Datum             |                        | Gesamt |                   | Hinspiel | Rückspiel |
| ----------------- | ---------------------- | ------ | ----------------- | -------- | --------- |
| 17.04./08.05.2024 | FK Dečić Tuzi          | 0:1    | FK Jezero Plav    | 0:0      | 0:1       |
| 17.04./08.05.2024 | FK Budućnost Podgorica | 4:1    | FK Rudar Pljevlja | 4:1      | 0:0       |

## Finale
| Paarung                | FK Jezero Plav – FK Budućnost Podgorica |
| Ergebnis               | 1:2 (1:0) |
| Datum                  | 30. Mai 2024 um 20:30 Uhr |
| Stadion                | Stadion pod Racinom, Plav |
| Schiedsrichter         | Miloš Bošković |
| Tore                   | 1:0 Edis Redžepagić (3.) 1:1 Milan Vukotić (51.) 1:2 Đorđe Despotović (86.) |
| FK Jezero Plav         | Igor Asanovi – Marco Perović (89. Srđan Bošković), Petar Pavlicević (89. Senid Vuçetoviq), Ermin Imamović, Abdel Osmanović (73. Matija Stijepović) – Marko Šimun, Petar Vuković, Naoaki Senaga (90.+3' Saša Radenović), Davor Kontić – Nikola Jovićević, Edis Redžepagić (46. Facundo Aranda). Cheftrainer: Nebojša Asanović |
| FK Budućnost Podgorica | Filip Domazetović – Đorđe Despotović (90.+2' Petar Sekulović), Igor Ivanović (65. Ivan Bojović), Milan Vukotić, Adnan Orahovac – Miloš Brnović, Ognjen Gasević, Petar Grbić (46. Lazar Savović), Uroš Ignjatović – Vladan Adžić, Luka Mirković (46. Ivan Novović) Cheftrainer: Ivan Brnović                                  |
| Gelbe Karten           | Nikola Jovićević (10.) – Miloš Brnović (65.), Uroš Ignjatović (75.), Đorđe Despotović (87.) |